# 페르디난트 1세 (오스트리아)
페르디난트 1세(독일어: Ferdinand I, 이탈리아어: Ferdinando I 페르디난도 1세[*], 체코어: Ferdinand I. 페르디난트 1세[*], 헝가리어: I. Ferdinánd 페르디난드 1세[*], 슬로바키아어: Ferdinand I. 페르디난트 1세, 크로아티아어: Ferdinand I. 페르디난드 1세, 1793년 4월 19일 ~ 1875년 6월 29일)은 오스트리아의 황제이다. 독일 연방의 의장이며, 또한 헝가리, 크로아티아, 보헤미아, 그리고 롬바르디아-베네치아의 국왕이기도 했다. 보헤미아의 국왕 페르디난트 5세(체코어: Ferdinand V.), 헝가리의 국왕 페르디난드 5세(헝가리어: V. Ferdinánd, 슬로바키아어: Ferdinand V. 페르디난트 5세, 크로아티아어: Ferdinand V. 페르디난드 5세)에 해당한다.

## 생애

### 생애 초년
페르디난트는 프란츠 1세(신성 로마 제국의 황제로는 프란츠 2세)와 마리아 테레사 사이의 장남으로 빈에서 1793년 4월 19일에 태어났다. 어린 시절 페르디난트는 뇌전증에 걸려 정식 교육을 받지 못하였으나, 자라나면서 건강이 나아졌기 때문에 계승에서 제외되지는 않았다.

### 제위 계승과 섭정의 시작
1830년 프란츠 1세는 페르디난트에게 헝가리 왕위를 양도하였는데, 이는 단순히 형식적이었고 실권은 가지지 못했다. 1831년 그는 사르데냐 왕국의 왕 비토리오 에마누엘레 1세의 딸인 마리아 안나와 결혼하였으나 둘 사이에는 자식이 없었다. 프란츠 1세가 1835년 3월 2일 사망하자 페르디난트는 그의 계승자로서 인정받았다.
그러나 페르디난트가 무능력했기 때문에 통치는 주로 클레멘스 폰 메테르니히 후작과 프란츠 카를 폰 외스터라이히 대공, 루트비히 폰 외스터라이히 대공, 그리고 다른 정부 각료들로 이루어진 국무협의회(독일어: Staatsconferenz)에 의해 이루어졌다. 이러한 정치형태는 비정상적인 섭정정치를 이루었고 이는 오스트리아 제국을 혼란에 빠트려 1846년부터 1849년까지 혁명의 움직임이 일기도 하였다.

### 무능력한 황제
페르디난트는 정신장애를 가지고 있었기 때문에 정치적으로 전혀 무능력한 상태였다. 페르디난트의 성격은 상냥했고 이로 인하여 그는 민중들에 대해 애정 어린 동정을 가졌으나 이로 인하여 페르디난트는 황제에 권위에 전혀 걸맞지 않은 이야기의 주인공이 되기도 하였다. 널리 퍼져있는 일화는 다음과 같은 것이 있다. 페르디난트가 어느 날 비가 오자 잠시 몸을 피하기 위해 농가에 들렀는데, 농부와 그의 가족이 마침 저녁으로 덤플링을 먹고 있었고 가족 중 한 명이 그에게 음식을 권했다. 황제의 주치의는 페르디난트가 이 음식을 소화시키기 힘들 것이라고 예측했고 따라서 황제에게 덤플링을 먹지 말 것을 권했다.
그러나 덤플링을 무척 먹고싶었던 페르디난트는 크게 화가 나서 "나는 황제다. 그러니까 나는 덤플링을 먹을꺼다."(독일어: Ich bin der Kaiser und ich will Knödel)라고 답하였다. 이 말은 한때 빈에 널리 퍼져 우스갯소리가 되었다. 페르디난트는 자비왕(독일어: Der Gütige)이라고 불리기도 하였는데 이 칭호는 애정과 함께 비웃음도 담고 있는 것이었다. 페르디난트는 예술과 음악을 즐기기도 하였다.

### 퇴임
페르디난트의 재임 시기에 프란츠 2세가 만들었던 엄격한 규칙들이 국무협의회에 의해 수정이 가해졌다. 그러나 1846년 갈리시아에서의 농민 소요사태에서 시작된 혁명 움직임은 전 제국에 걸쳐 퍼져나갔고, 페르디난트는 아무 역할도 하지 못했다.
1848년 5월 17일 빈과 인스부르크에서 일어난 소요사태 당시 그는 빈을 탈출해야만 했고 8월 12일 제국의회의 요청에 따라 돌아왔으나 빈을 점거하고있던 학생들과 노동자들에 의해 다시 탈출해야했다. 12월 2일 페르디난트는 올로무츠에서 퇴위를 선언하고 그의 조카 프란츠 요제프가 제위에 올랐다.

### 사망
페르디난트는 남은 생애를 프라하에서 의사와 경비에 의해 감독받으며 살다가 1875년 6월 29일 사망하였다.
 본 문서에는 현재 퍼블릭 도메인에 속한 브리태니커 백과사전 제11판의 내용을 기초로 작성된 내용이 포함되어 있습니다.
| 전임 페렌츠 1세 | 헝가리의 국왕 크로아티아의 국왕 1830년 - 1848년 | 후임 페렌츠 요제프 |

| 전임 프란츠 1세 | 오스트리아의 황제 보헤미아의 국왕 오스트리아의 대공 독일 연방의 대통령 1835년 - 1848년 | 후임 프란츠 요제프 1세 |

## 같이 보기
- 카를로스 2세 (스페인)